# Kim Yoon-man
Kim Yoon-man (n. 25 februarie 1973, Uijeongbu, Coreea de Sud) este un patinator de viteză ce a reprezentat Coreea de Sud, medaliat olimpic. A participat la 3 ediții ale Jocurilor Olimpice (1992, 1994, 1998) în care a câștigat o medalie de argint.